# Дефур, Стивен
Сти́вен Арнольд Дефу́р (нидерл. Steven Arnold Defour; род. 15 апреля 1988[…], Мехелен, Фламандский регион) — бельгийский футболист, полузащитник. Выступал в сборной Бельгии. В 19 лет получил «Бельгийскую золотую бутсу» как лучший игрок чемпионата Бельгии.

## Клубная карьера

### Генк
Стивен Дефур родился 15 апреля 1988 года в городе Мехелен. Первым клубом для Стивена стала юношеская команда «Зеннестер Хомбек», а затем Дефур перешёл в клуб «Мехелен». Но уже в 2002 году Стивен стал игроком молодёжного состава клуба «Генк». Спустя два года Дефур дебютировал за основную команду в возрасте 16 лет, это произошло 30 октября 2004 года в матче чемпионата Бельгии против клуба «Сент-Трюйден». В том матче Стивен вышел на замену на 78-й минуте вместо нападающего Поля Кпаки, а его команда одержала победу со счётом 1:0. В дебютном сезоне Стивен сыграл четыре матча в чемпионате Бельгии, причём во всех выходил только на замену в конце матча.
Однако следующий сезон для молодого полузащитника сложился лучше. В 17 лет Стивен стал неизменным игроком основного состава. Уже в первом для Дефура матче чемпионата, сезона 2005/06, Стивен отметился результативной передачей. 5 ноября 2005 года в матче против «Руселаре» Дефур забил свой первый гол за «Генк», который, как оказалось позже, станет для него единственным в сезоне. Всего за сезон Стивен отыграл 26 матчей, отдал 5 результативных передач и получил три жёлтых карточек.
Уже по ходу сезона за игрой Стивена наблюдали скауты ведущих клубов Европы, а после окончания сезона стало ясно, что на молодого перспективного полузащитника претендует амстердамский «Аякс». Руководство «Генка» сразу установило высокую цену на игрока, но «Аякс», пытаясь заполучить Дефура, стал ссылаться на бельгийский закон, по которому, по истечении контракта Дефура, «Аякс» выплатил бы «Генку» оставшуюся долю зарплаты, причитавшейся Стивену, чтобы получить игрока. Но в конечном итоге переход Дефура в «Аякс» не состоялся, вместо этого Стивен решил остался в Бельгии.

### Стандард
Летом 2006 года он подписал пятилетний контракт с льежским «Стандардом». Уже на второй год пребывания в команде в возрасте 19 лет Дефур был назначен капитаном «Стандарда». В конце сезона 2007/08 он удостоился награды лучшего игрока Бельгии, что привело «красных» к их первому чемпионскому титулу за 25 лет.
В летнее трансферное окно 2009 года целый ряд европейских клубов пытался заполучить Стивена, но им всем было отказано.
В 2011 году на Дефура претендовали два российских клуба «Спартак» и «Локомотив». Впоследствии Дефур отказал и «Спартаку», и «Локомотиву».

### Порту
15 августа 2011 года португальский «Порту» объявил о подписании пятилетнего контракта с Дефуром за 6 миллионов евро. В первом сезоне за «драконов» бельгиец провёл 37 матчей, забив два гола, и помог своей команде стать чемпионом Португалии.

### Андерлехт
13 августа 2014 года Дефур перешёл в «Андерлехт» за 6 миллионов евро, подписав с бельгийцами пятилетний контракт. 25 января следующего года, когда он играл против своей бывшей команды «Стандард», получил прямую красную карточку за умышленный удар по мячу на трибуну домашних болельщиков, которые развернули транспарант с изображением его отрубленной головы под слоганом «Красный или мёртвый». Его удаление спровоцировало болельщиков вырывать свои сиденья и бросать их на поле.

### Бернли
16 августа 2016 года Дефур подписал с клубом Английской Премьер-лиги «Бернли» трёхлетний контракт за рекордную для клуба плату за трансфер в размере 8 миллионов фунтов стерлингов.

## Международная карьера
В середине мая 2006 года Дефур получил вызов в национальную сборную Бельгии. Дебютировал 11 мая в игре против Саудовской Аравии, выйдя на замену в концовке матча вместо Николаса Ломбертса. В сезоне 2007/08 Дефур в возрасте 19 лет получил бельгийскую «Золотую бутсу» — официальную награду самому ценному игроку бельгийского чемпионата. Это случилось после того, как он вывел свою команду в финал Кубка Бельгии. Уже к 20 годам Стивен стал капитаном «Стандарда».

## Достижения

### Командные
«Стандард»
- Чемпион Бельгии (2): 2007/08, 2008/09
- Обладатель Кубка Бельгии (1): 2010/11
- Обладатель Суперкубка Бельгии (2): 2008, 2009

 «Порту»
- Чемпион Португалии (2): 2011/12, 2012/13
- Обладатель Суперкубка Португалии (1): 2013

### Личные
- Обладатель «Золотой бутсы» Бельгии: 2007